# Любеново (Плевенская область)
Любеново (болг. Любеново) — село в Болгарии. Находится в Плевенской области, входит в общину Никопол. Население составляет 219 человек.

## Политическая ситуация
В местном кметстве Любеново, в состав которого входит Любеново, должность кмета (старосты) исполняет Таня Ватева Борисова (Болгарская социалистическая партия (БСП)) по результатам выборов правления кметства.
Кмет (мэр) общины Никопол — Валерий Димитров Желязков (Болгарский земледельческий народный союз (БЗНС)) по результатам выборов в правление общины.